# Jordi Permanyer i Mon
Jordi Permanyer i Mon   (Barcelona, 15 de febrer de 1950) és un ex-directiu de la històrica empresa catalana de motocicletes Montesa. Fill del fundador, Pere Permanyer, en fou un dels principals responsables durant les dècades de 1970 i 1980, sempre amb la col·laboració dels seus germans Pere i Xavier. Actualment, és un dels gestors de la valuosa col·lecció Pere Permanyer, iniciada pel seu pare, la qual es pot contemplar al mNACTEC de Terrassa.
Jordi Permanyer fou un conegut pilot de trial durant les dècades de 1960 i 1970, al llarg de les quals obtingué bons resultats als comandaments de la seva Cota 247. Com a curiositat, el cèlebre logotip dels Tres Dies de Trial de Santigosa (que ha esdevingut alhora el símbol de l'entitat que els organitza, el Moto Club Abadesses), la silueta d'un pilot de trial inclinant la moto cap a la dreta, es va crear a partir d'una fotografia feta a Jordi Permanyer durant el Trial de Reis de 1971.

## Palmarès al Campionat d'Espanya de trial
Font:
| Any  | Motocicleta | Posició |
| ---- | ----------- | ------- |
| 1970 | Montesa     | ?       |
| 1971 | Montesa     | 7è      |
| 1972 | Montesa     | -       |
| 1973 | Montesa     | 10è     |
| 1974 | Montesa     | 24è     |